# サラ・ローダ
サラ・ローダ（Sara Loda、1990年8月22日 - ）は、イタリアの女子バレーボール選手。元イタリア代表。

## 来歴

### クラブチーム
サルニコ出身。2006年、バレー・ベルガモに入団。ユースチーム、トップカテゴリーのチーム両方でプレーした。2009年、セリエB1のPromoball Volleyball Fleroへ加入し1年間プレーした。2010年、Pallavolo Ornavassoへ移籍し3年半プレーした。2013/14シーズンの途中からバレー・ベルガモに再加入し、2年間プレーした。2015年7月、サヴィーノ・デルベーネ・スカンディッチへ移籍し、2年間プレーした。2016/17シーズンにはイタリアカップで3位、セリエA1リーグで6位となった。2017年6月、Saugella Team Monzaへ移籍することが発表され、2017/18シーズンのセリエA1リーグで5位、イタリアカップで3位となった。2018年6月、バレー・ベルガモと契約し、3季ぶりに古巣への復帰となった。2018/19～2021/22シーズンにかけて4年間、中心選手として活躍し、チームの主将も務めた。2022年5月、自身のSNSで同チームを離れることを公表し、同年5月にはトルコリーグのアイドゥン・ブユクシェヒル・ベレディイェスポルへ移籍することが発表された。2022/23シーズンのトルコ1部リーグでは7位となった。2024年3月、2024/25シーズンから発足するアメリカのLOVBでプレーすることが発表され、ヒューストン所属となった。

### 代表チーム
2015年、シニア代表に初選出され、同年のモントルーバレーマスターズでデビュー。2017年、シニア代表に再招集され、同年8月のワールドグランプリに出場し銀メダルを獲得した。同年9月の欧州選手権にも出場した。

## 球歴
- ワールドグランプリ - 2017年
- 欧州選手権 - 2017年

## 所属クラブ
- バレー・ベルガモ（2006-2009年）
- Promoball Volleyball Flero（2009-2010年）
- Pallavolo Ornavasso（2010-2013年）
- バレー・ベルガモ（2013-2015年）
- サヴィーノ・デルベーネ・スカンディッチ（2015-2017年）
- Saugella Team Monza（2017-2018年）
- バレー・ベルガモ（2018-2022年）
- アイドゥン・ブユクシェヒル・ベレディイェスポル（2022-2024年）
- LOVBヒューストン（2024年-）